# 1832 en Lorraine
Chronologie de la Lorraine
- 1828
- 1829
- 1830
- 1831
- 1832
- 1833
- 1834
- 1835
- 1836

Cette page est une liste d'événements qui se sont produits durant l'année 1832 en Lorraine.

## Événements

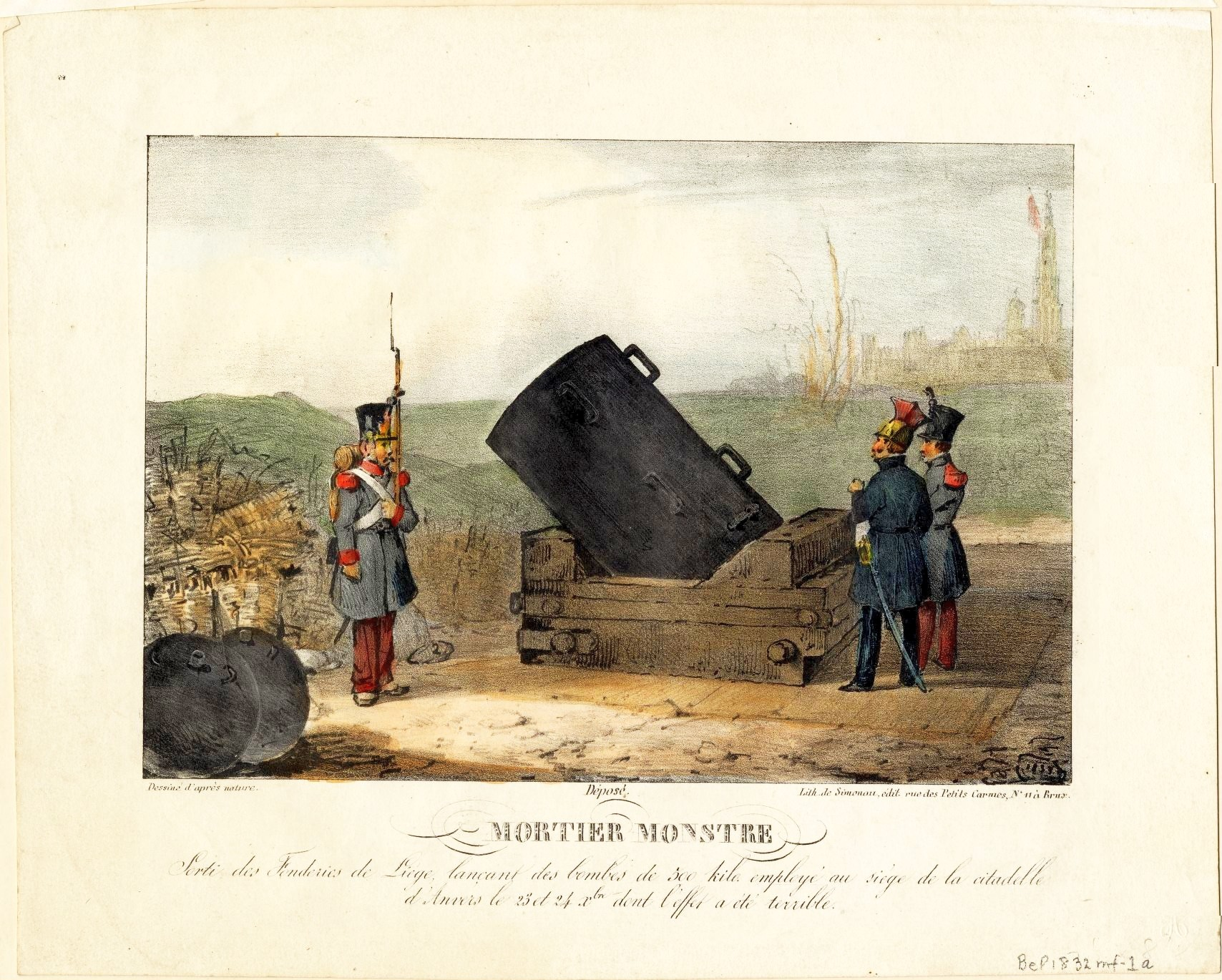
Le mortier Monstre inventé par Paixhans.

- Une épidémie de Choléra venue d'Asie atteint la Meuse, la Moselle puis toute la Lorraine[1], en l'absence de traitement, le nombre de victimes est élevé[2]. Cette épidémie conduit à la création de nombreux cimetières[3].
- Émeutes à Nancy dans les soirées du 25 et 26 mai ayant pour cause la cherté et la mauvaise qualité du pain[4].
- Jean Joseph Labbé mène à bien le projet initié par son père, Jean-François Labbé (1768-1825), de construire un haut fourneau à Gorcy[5].
- Réouverture des grands séminaires de Metz et Nancy[3].
- Est élu député de la Moselle : Henri-Joseph Paixhans qui siège avec la majorité ministérielle.

## Naissances

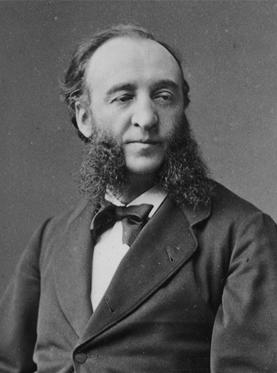
Jules Ferry

- Eugène Train (né en 1832 à Toul, décédé en 1903) est un célèbre professeur d'architecture français.
- 8 février à Nancy : Jean-Baptiste Léon Olry (décédé à Paris le 10 novembre 1890), officier de marine français, gouverneur de la Nouvelle-Calédonie de 1878 à 1880.
- 5 avril à Saint-Dié (Vosges) : Jules Ferry[3], mort le 17 mars 1893 à Paris, homme d'État français.
- 18 avril à Lunéville : Joseph Cosson, homme politique français décédé le 4 octobre 1903 aux Brenets (Suisse).
- 10 mai à Charmes : Louis Didion[6], mort le 16 juillet 1903 à Sainte-Marie-sur-Mer[7], facteur de pianos français.
- 22 mai à Metz : Henri Jeandelize (1832-1914), érudit du pays messin.
- 21 juin à Nancy : Coralie Cahen[8], décédée le 9 mars 1899 à Paris 6e[9], philanthrope juive, fondatrice de la Maison Israélite de Refuge pour l'Enfance, qui durant la Guerre franco-allemande de 1870, apporte son aide sur le front.
- 23 juillet à Metz : Émile Hirsch, mort le 17 août 1904 à Lambézellec,  peintre-verrier français[10]. Élève de Delacroix et Ingres, il fut actif entre 1852 et 1880[10].
- 9 août à Rouvrois-sur-Othain (Meuse) : Félix Deschange, homme politique français décédé le 18 octobre 1916 à Nanterre. Notaire à Longuyon, il est élu député de la Moselle le 8 février 1871. Il démissionne avec les autres députés des territoires annexés, le 1er mars 1871. À la demande de l'Assemblée, il reprend sa place et siège jusqu'en 1876 au groupe de la Gauche républicaine.
- 21 septembre à Bitche : Charles Auguste Creutzer, né le 1er avril 1780 à Deux-Ponts (Allemagne), général Allemand de la Révolution et de l’Empire.
- 8 novembre à Tignécourt : Alexandre Guéniot, mort le 15 juillet 1935 à Paris, médecin français spécialiste d'obstétrique et de gynécologie.
- 20 novembre à Clermont-en-Argonne : François Poirrier[11], homme d'affaires français, conseiller général puis sénateur, né le 20 novembre 1832 à Clermont-en-Argonne (Meuse) et décédé le 10 février 1917 à Paris.

## Décès

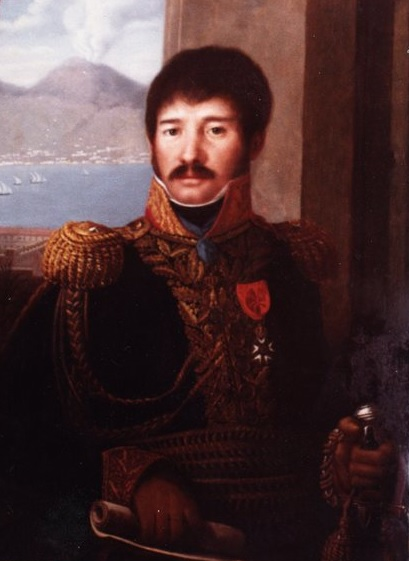
Jean Louis Soye

- 9 janvier à Rémelfing (Moselle) : Mansuy Dominique Roget de Belloguet, né le 20 octobre 1760 à Lorry (Moselle), général français de la Révolution et de l’Empire. Chevalier de l’ordre royal et militaire de Saint-Louis, et commandeur de la légion d’honneur.
- 16 mai à Saint-Mihiel (Meuse) : Charles Joseph Boyé, baron d'Abaumont, né le 11 février 1762 à Ehrenbreitstein (Électorat de Trèves), général français d'origine germanique de la Révolution et de l’Empire.
- 24 juin à Metz : Simon de Faultrier, né le 22 août 1763 à Metz (Moselle), général français de la Révolution et de l’Empire.
- 16 juillet à Vaucouleurs : Jean-Louis Soye, né le 10 février 1774 à Phalsbourg, général de brigade du Premier Empire.
- 21 septembre à Bitche : Charles Auguste Creutzer, né le 1er avril 1780 à Deux-Ponts (Palatinat-Deux-Ponts), général Allemand de la Révolution et de l’Empire.
- 22 octobre à Nancy : Charles-Antoine, baron Saladin (né le 24 mars 1761), est un homme politique français.
- 24 décembre à Saint-Avold : Georges Kister, né le 26 janvier 1755 à Sarreguemines (Moselle), général français de la Révolution et de l’Empire.